# Irène Lichtenstein
 (juin 2018).
Irène Lichtenstein est une journaliste et cinéaste suisse.

## Biographie
Irène Lichtenstein est née à Genève. Après avoir obtenu un diplôme de réalisation à l'Institut de formation cinématographique et étudié les lettres à Genève, elle devient assistante réalisatrice en Suisse, en France et au Sénégal. Pendant la même période, elle coanime le Ciné-club universitaire de Genève, l'association « Action 16 » pour la promotion et la diffusion de films d'auteurs en 16 mm, ainsi que le Centre d'animation cinématographique (CAC-Voltaire) à Genève, tandis qu'elle parcourt les festivals internationaux de cinéma en tant que journaliste indépendante pour le quotidien "La Suisse".
Elle travaille ensuite dix ans comme journaliste à la Télévision suisse romande et à la Radio suisse romande (émissions littéraires, culturelles et cinéma). En 1989, Toto Bissainthe joue à la Comédie de Genève sous la direction de Benno Besson. Lors de ses rencontres avec Irène Lichtenstein, elle évoque souvent la traite des esclaves, la cale des navires qu'ont connue les siens, la terre mère d'Afrique, ce passé d'outre-mémoire qui la hante. Irène Lichtenstein décide de lui consacrer son premier long métrage. Mélange de documentaire et de fiction, An Alé est un documentaire de création, « dans la mesure où la part de "fiction" permet d'appréhender mieux encore la réalité ». Le tournage se déroule à Dakar en 1990.
An Alé est présenté en première à Genève en mars 1991, avant d'être sélectionné à Montréal en avril où il remporte le Prix Karl-Lévesque décerné au meilleur film dans la section images créoles. À Genève, il reste huit semaines à l'affiche d'une salle, tandis qu'il est choisi comme film-symbole par la Ligue internationale contre le racisme et l'antisémitisme à Paris, et est invité par plusieurs festivals.
En 1991, Irène Lichtenstein écrit le livre Routes et Déroutes, entretiens avec Nicolas Bouvier
Pendant plusieurs années elle est experte à la Fondation Montecinemaverità à Locarno (aide aux films de fiction des pays en développement), auprès de la DDC (Département fédéral du développement et de la coopération) au sein de la commission cinéma (aide aux films documentaires des pays en développement).
Elle réalise en 1996 La Rencontre, une fiction de 26 minutes, avec Mireille Perrier, achetée par la TSR et FR3.
En 2007, elle entreprend de réaliser un documentaire sur la collection vaudou de Marianne Lehmann. La collection Lehmann d'objets Vodou haïtiens est la plus grande au monde. La collection, reconnue par l'UNESCO, a été exposée au musée d'ethnographie de Genève de janvier à août 2008, puis au Tropenmuseum d'Amsterdam et dans plusieurs autres musées européens, avant d'être installée dans un musée permanent à Haïti qui va lui être dédié. Ce projet va donner lieu au film Une Mémoire Vaudou (2008). 
Elle enchaîne avec un autre documentaire, portrait de l'artiste haïtien Mario Benjamin. Ce film parle de ce grand plasticien contemporain invité à exposer dans les plus importantes Biennales internationales mais dont l'absence dans les médias occidentaux résulte pour beaucoup d'un ethnocentrisme encore tenace de leur part.

## Filmographie
- 1989 : An Alé, documentaire (scénario et réalisation). Prix Karl Lévèque du Meilleur Film, section Images créoles au Festival Vues d'Afrique de Montréal (1991), avec Toto Bissainthe
- 1996 : La Rencontre (scénario et réalisation), court métrage de fiction
- 2008 : Une mémoire vaudou (scénario et réalisation), documentaire
- 2009 : Mario Benjamin (scénario et réalisation), documentaire